# Risberme
Pour les articles homonymes, voir Berme (homonymie).

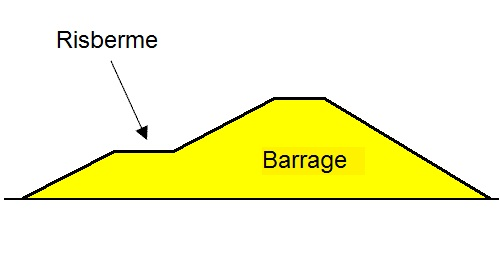
Risberme et barrage.

Une risberme est soit un ouvrage de consolidation d'un mur, soit un espace aménagé dans un talus.
Le terme « risberme' » est parfois employé pour désigner un petit talus de protection ou un banc alluvial artificiel.

## Typologie

### Risberme de pied de mur
Une risberme peut définir une banquette réalisée en pied d'un mur pour le protéger des affouillements par l'eau.

### Risberme de talus
Il peut s'agir aussi, dans le domaine des terrassements, d'une plate-forme réalisée au milieu d'un talus de grande hauteur pour augmenter sa stabilité et faciliter son entretien. Les engins d'entretien des espaces verts, comme les épareuses, peuvent ainsi évoluer et atteindre des zones du talus inaccessibles à partir de son pied.
La risberme a un double intérêt :
- limiter les effets du ruissellement le long de la pente ;
- permettre un accès à mi-hauteur du talus à des piézomètres ainsi que pour les opérations d’épandage de la terre végétale, d’engazonnement et d’entretien ultérieur.

Pour les talus de remblais, la réalisation d'une risberme est recommandée pour des remblais de hauteur supérieure à 12 mètres environ, et quasiment obligatoire pour ceux de hauteur supérieure à 15 mètres.
Pour les talus de déblais, la réalisation d'une risberme dépend de la qualité des matériaux constituant le talus et des natures d'entretiens ultérieurs envisagés.